# TRNA (citosina-5-)-metiltransferasi
La tRNA (citosina-5-)-metiltransferasi è un enzima appartenente alla classe delle transferasi, che catalizza la seguente reazione:
S-adenosil-L-metionina + tRNA ⇄ S-adenosil-L-omocisteina + tRNA contenente 5-metilcitosina